# Kalsoy
Kalsoy (dán.: Kalsø, isl.: Karlsey) je Faerský ostrov. Má rozlohu 30,9 km² a 76 obyvatel. Je 1 km široký a 30 km dlouhý.
Leží mezi ostrovy Eysturoy a Kunoy. Na ostrově je 13 vrcholů, z toho nejvyšší Nestindar měřící 787 m. Západ ostrova je velmi strmý, skalnatý. Na východě jsou všechny čtyři osady: Húsar s 54 obyvateli, Mikladalur s 55 obyvateli, Syðradalur s 5 obyvateli a Trøllanes s 24 obyvateli. Na jihu je vesnice Blankskáli, kde však nikdo nežije.
Jezdí zde trajekt ze Syðradaluru do Klaksvíku nebo jiných osad. Na ostrově je pět tunelů, Villingadalstunnilin, Mikladalstunnilin, Ritudalstunnilin, Teymur í Djúpadal a Trøllanestunnilin.

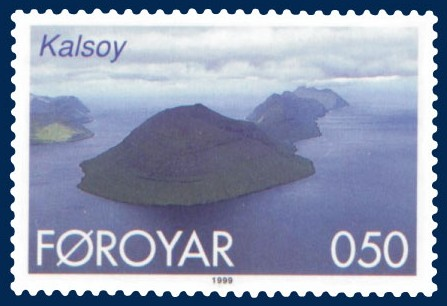
Kalsoy, 1999
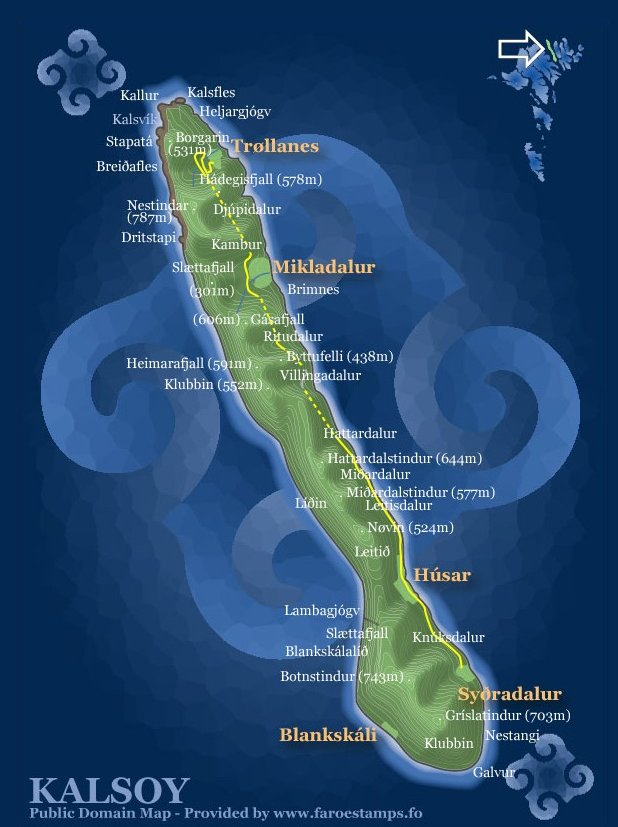
Kalsoy
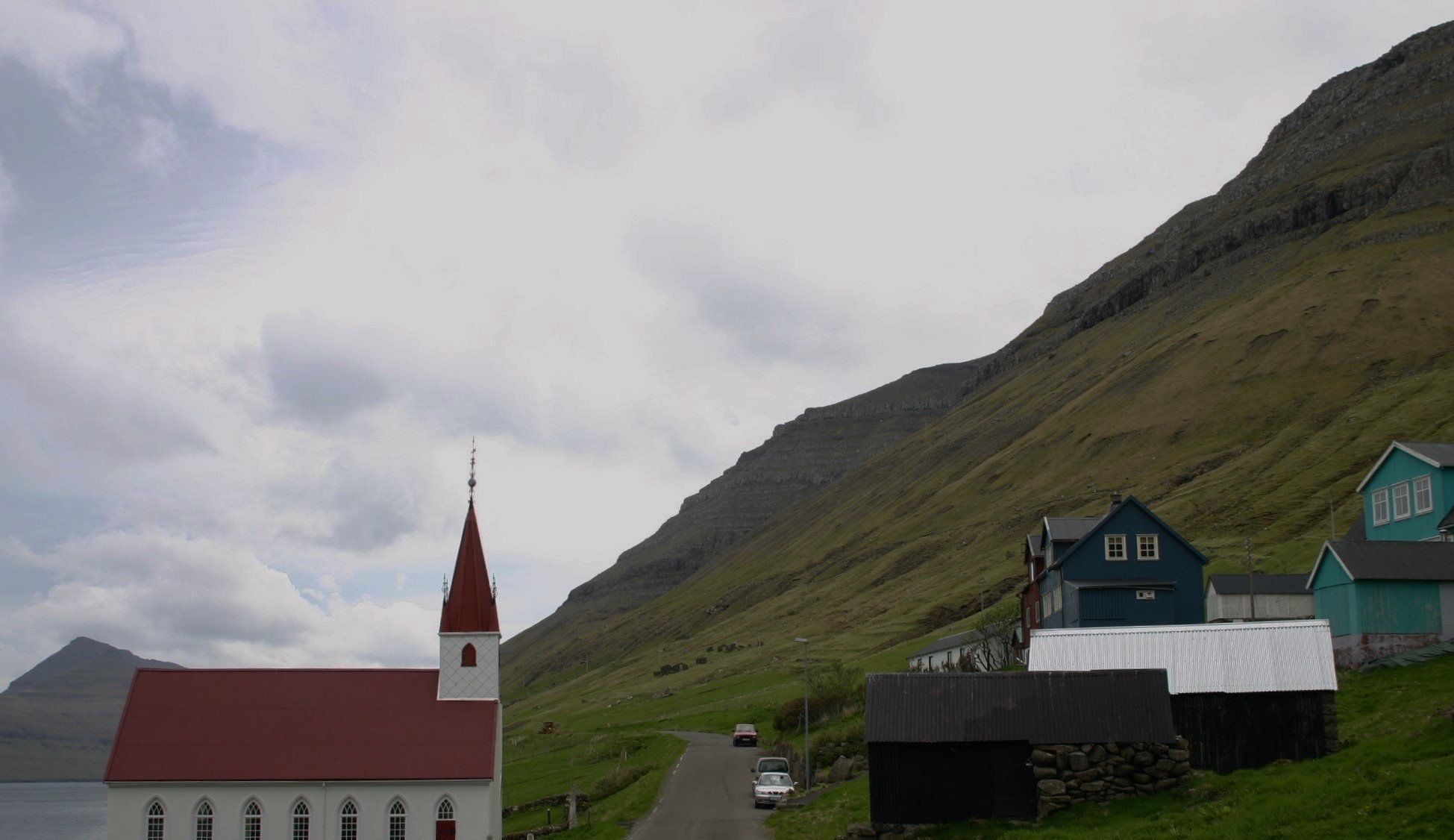
Húsar
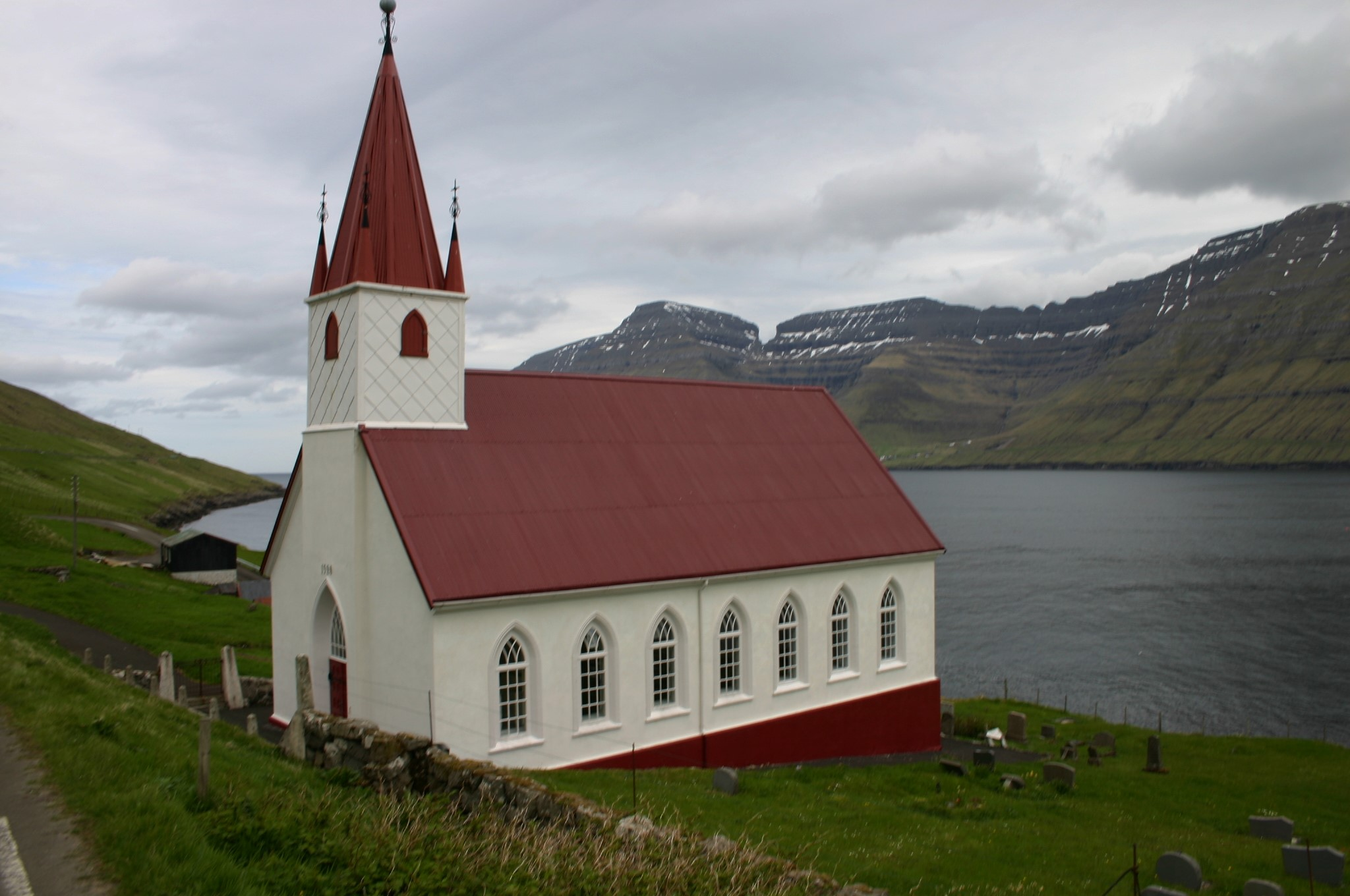
Húsar Kirkja
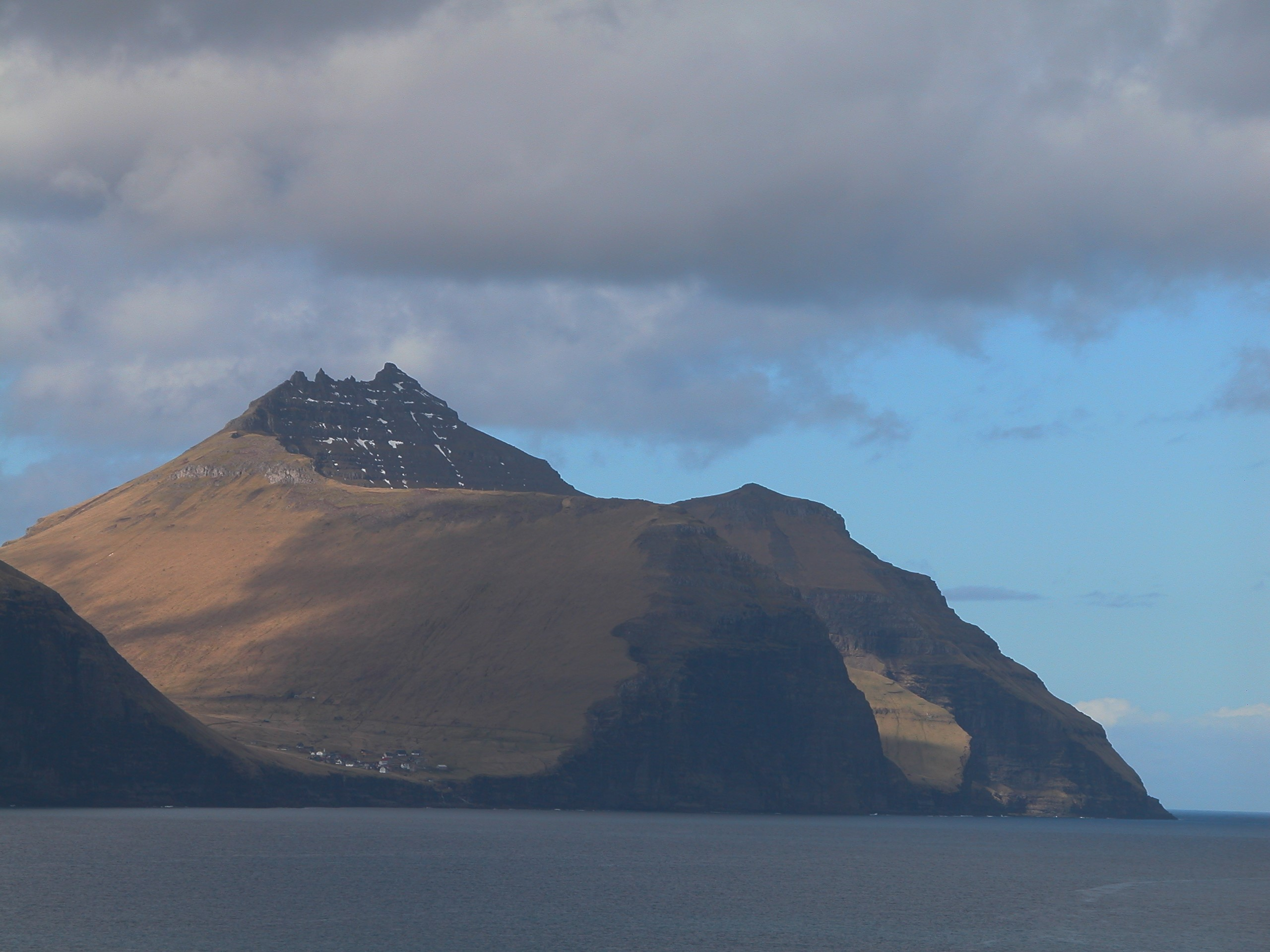
Mikladalur
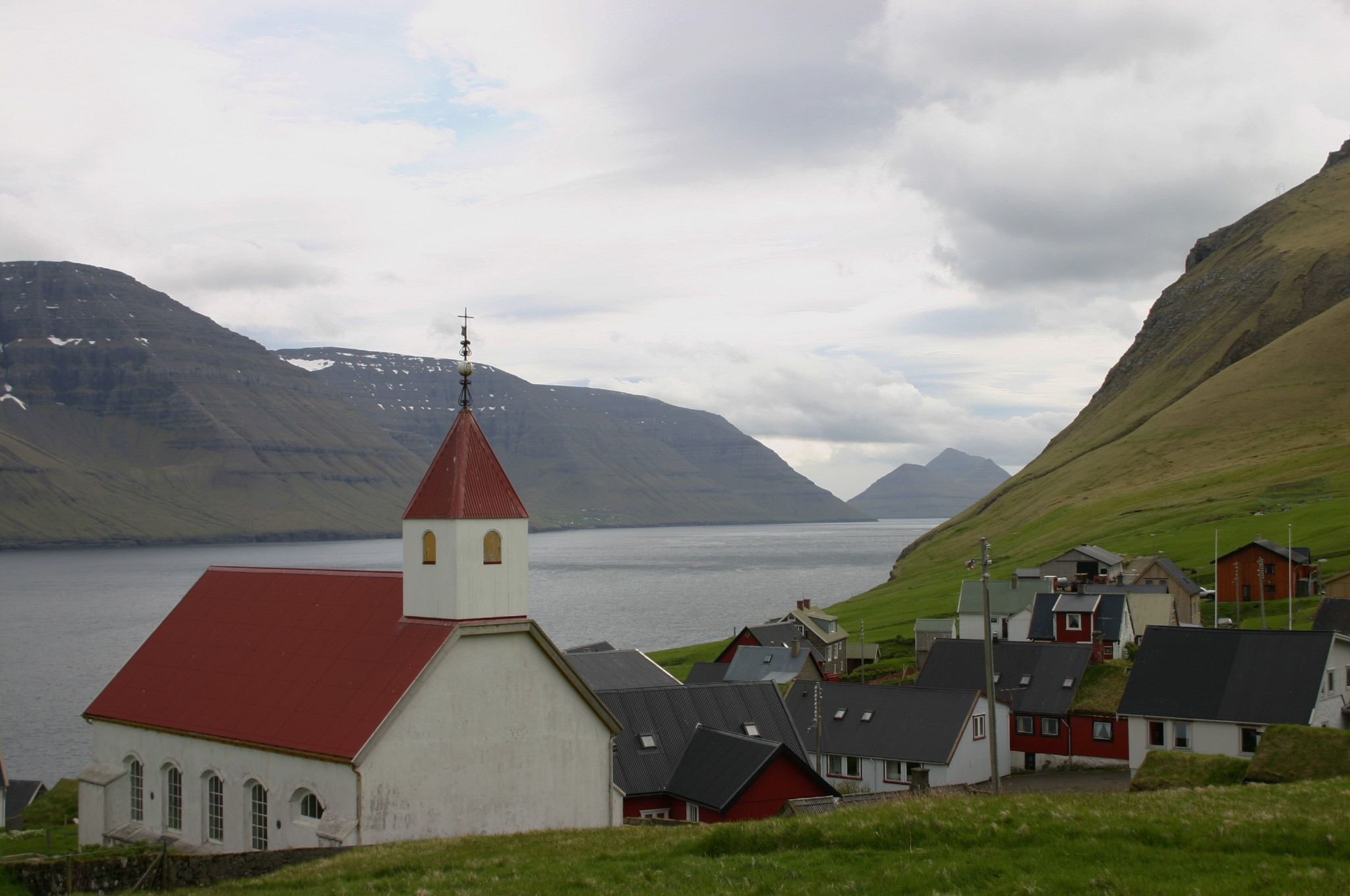
Mikladalur
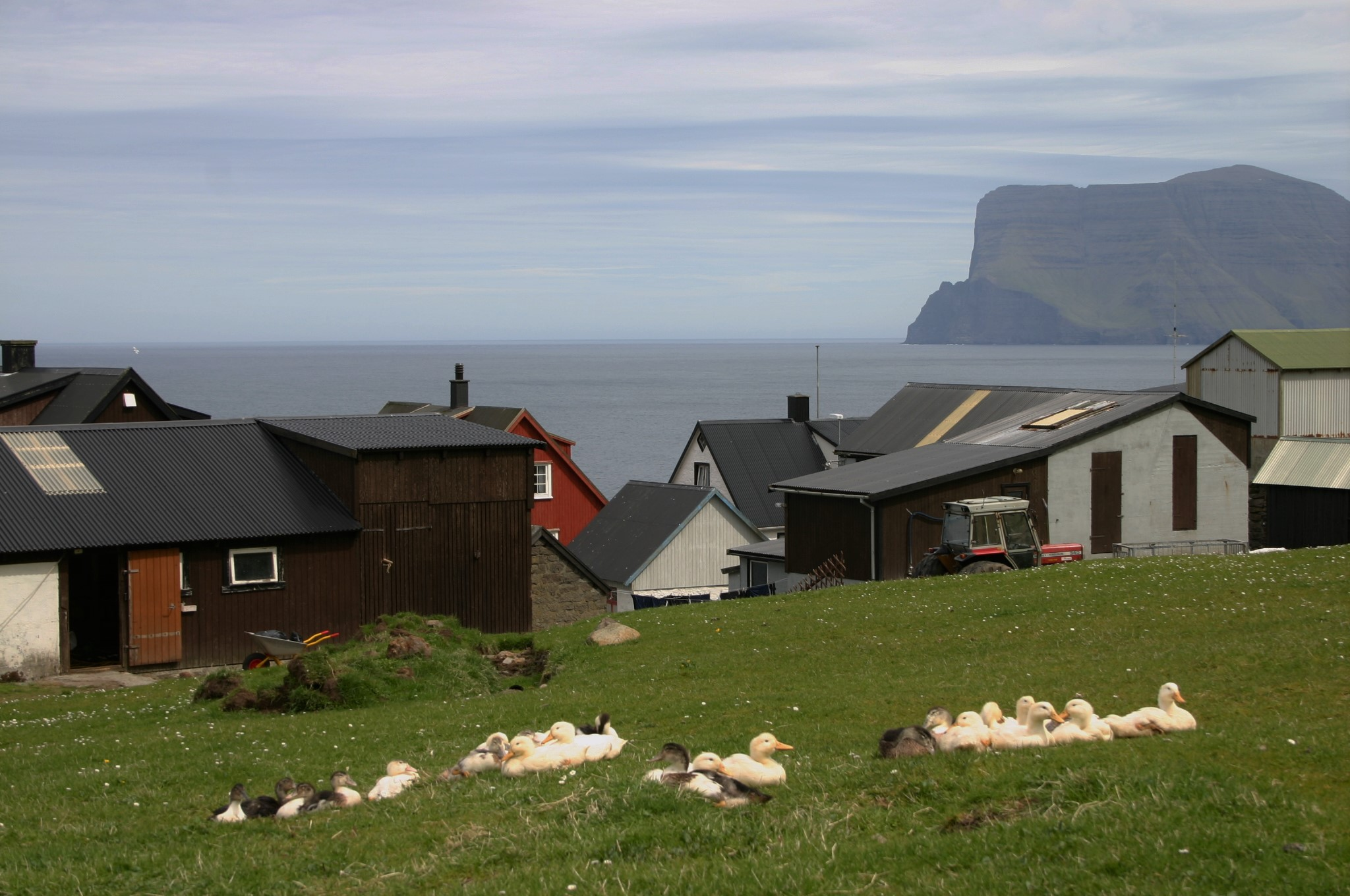
Trøllanes
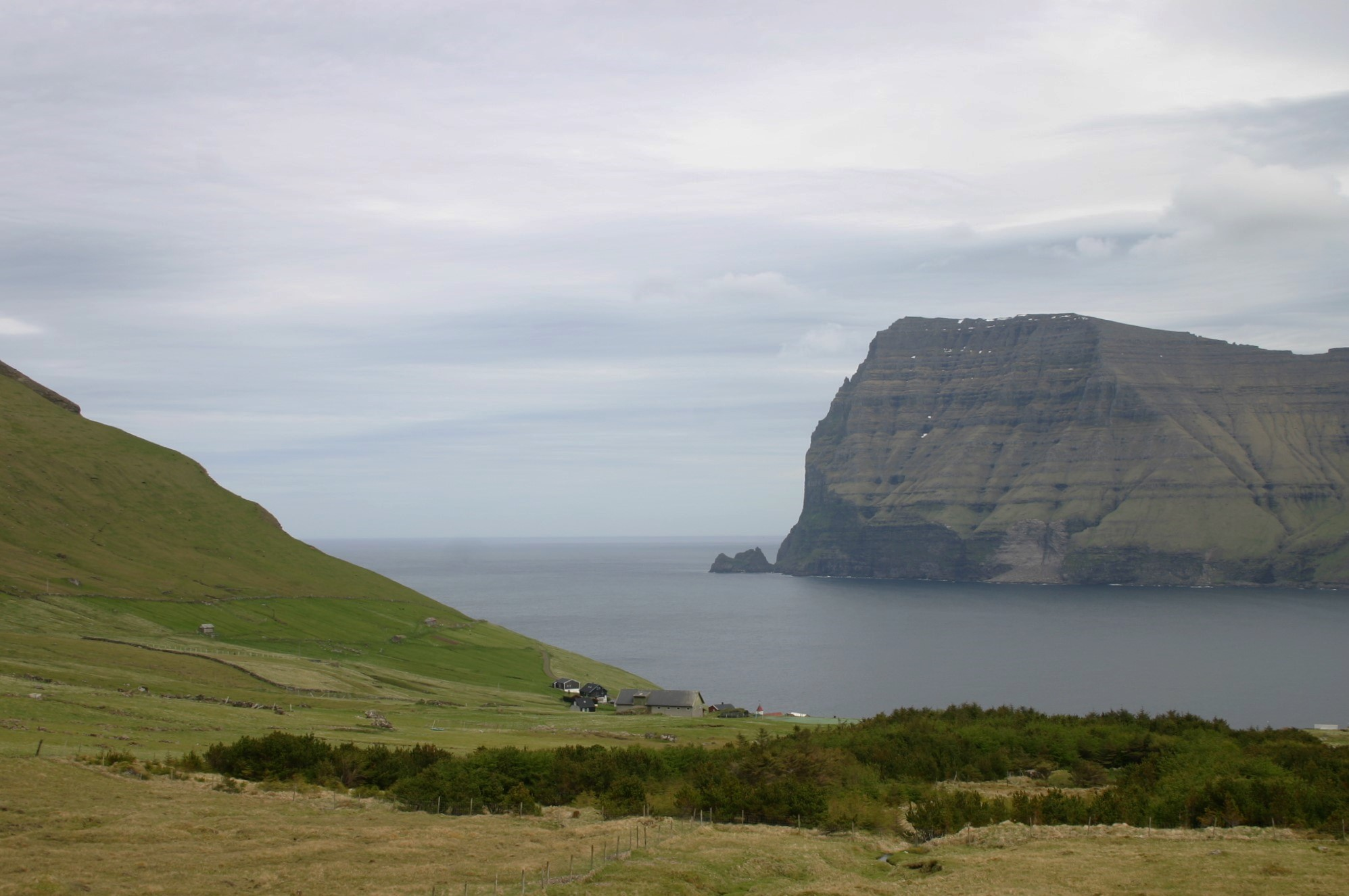
Trøllanes